# Halahalli, Koppal
Halahalli là một làng thuộc tehsil Koppal, huyện Koppal, bang Karnataka, Ấn Độ.